# ریور فارست (ایلینوی)
ریور فارست (به انگلیسی: River Forest) یک روستا در ایالات متحده آمریکا است که در ایلینوی قرار دارد. ریور فارست ۶٫۴۳ کیلومتر مربع مساحت و ۱۱٬۱۷۲ نفر جمعیت دارد.